# Ken'ichi Tahara
Kenichi Tahara (田原健一) es el primer guitarrista de la banda japonesa de rock Mr. Children. Es uno de los formadores de la banda junto con Keisuke Nakagawa; él invitó a Kazutoshi Sakurai (vocalista) para que se uniese a la banda en 1988, es miembro activo de Mr. Children desde esa época, haciendo el papel de primer y segundo guitarrista. Aunque ha tocado otros instrumentos como el xilófono en "Mirror" y la pianola en "Tobe" y "Arifureta Love Story".
- Datos: Q9017419